# Wagneriana lechuza
Wagneriana lechuza är en spindelart som beskrevs av Levi 1991. Wagneriana lechuza ingår i släktet Wagneriana och familjen hjulspindlar. Inga underarter finns listade i Catalogue of Life.